# Jurgis Arnašius
Jurgis Arnašius (ur. 12 lutego 1872 w Vanagai, obecnie Kłajpeda, zm. 23 maja 1934 w Kłajpedzie) – litewski dziennikarz, poeta i polityk, działacz narodowego ruchu litewskiego w Prusach Wschodnich. 

## Życiorys
Od 1893 pracował jako dziennikarz i zecer w Tylży. W latach 1893–1924 stał na czele redakcji czasopisma "Tylżycki Podróżnik" ("Tilžės keleivis") oraz "Kalendarza Tylżyckiego Podróżnika" ("Tilžės keleivio" kalendras), w latach 1897–1898 redagował również Aušrę. 
W 1918 wszedł w skład Rady Ludowej Litwy Pruskiej. 30 listopada 1918 złożył swój podpis pod Aktem Tylżyckim. Sześć lat później przeniósł się do Kłajpedy, gdzie pracował m.in. jako redaktor "Pajūrio sargas", współpracował również z "Litewskim Podróżnikiem" ("Lietuvos keleivis"). 
Jego wnukiem jest prof. Uniwersytetu Kłajpedzkiego Helmutas Arnašius.